# Trehualemu
Trehualemu es una localidad de la comuna de El Carmen, en la Región de Ñuble, Chile.  El sector es reconocido por la abundante presencia de castaños, y la producción de su fruto, la castaña, cual es protagonista del Festival de la Castaña realizado en la misma localidad. Dentro de los servicios locales que tiene, cuenta con una escuela, un club deportivo y un centro de salud. De acuerdo al censo chileno de 2017, el sector posee 1075 habitantes, cifra que a comparación del censo de 2002, ha ido en descenso.
Es posible acceder a la localidad desde el pueblo de El Carmen a través de la Ruta N-77, cual fue pavimentada en 2019.